# David José Kohon
David José Kohon (Buenos Aires, Buenos Aires, 18 d'octubre de 1929 - ibíd., 30 d'octubre de 2004) va ser un director i guionista cinematogràfic argentí. Va escriure i va dirigir pel·lícules com Breve cielo (1969), que va participar al 6è Festival Internacional de Cinema de Moscou. Prisioneros de una noche (1960), i Tres veces Ana (1961). El seu darrer treball com a director va ser El agujero en la pared en 1981.

## Els seus començaments
Des de jove es va sentir atret per la literatura, el teatre i el cinema, elements que farien d'ell un constant bussejador en la caracterología de personatges i situacions, principalment aquella referida a la vida portenya. En 1950 va ser ajudant de direcció de Enio Echenique en la pel·lícula Patrulla Norte i el mateix any va dirigir el curt La flecha y el compás. En 1952 va ser segon ajudant de Leopoldo Torres Ríos en la pel·lícula La encrucijada. El 1955 va escriure l'obra de teatre Mal negocio, el 1956, Roberto y el baile, i el 1964 va publicar la seva primera novel·la titulada El negro círculo de la calle i, posteriorment, alguns contes a les revistes Comentario i Ficción.
Al mateix temps Kohon publicava notes de crítica cinematogràfica en les revistes Gente de Cine, Mundo Radial i Mundo Argentino i al diari Democracia, va formar part de la prestigiosa Asociación de Cronistas Cinematográficos de la Argentina i va començar a ser conegut en l'ambient dels cineclubs pel curtmetratge de tall social Buenos Aires que va dirigir en 1958.

## Un moment clau
En la segona meitat dels '50 comença a sorgir un nou corrent en la cinematografia argentina fruit de diversos factors, entre ells la divulgació del nou cinema europeu (Antonioni, la nouvelle vague francesa) i l'esgotament dels models de la indústria local. A nous realitzadors als quals la crítica va reunir després com la generació del '60 es va sumar també Kohon amb títols com Tres veces Ana (1961), Prisioneros de una noche (1961), i Breve cielo (1968), que no sols procurava representar les preocupacions socials de la seva època sinó que perseguia a més un canvi estètic.
El mateix va succeir amb les seves dues pel·lícules estrenades en 1976 i 1982 -¿Qué es el otoño? i El agujero en la pared-, que mostraven el clima de repressió política i les conseqüències del pla econòmic de la dictadura sobre la classe mitjana.
Sobre el film Breve cielo es v comentar:
La revista Visión va dir:
| « | «No hi ha tendresa al film i sí una certa fredor que emergeix, segurament, de la condició d'observador també del director, com si hagués fet un pas enrere per a no comprometre's humanament. Aquesta és precisament la falla essencial de la pel·lícula: no comprometre's, sorgit d'un enfocament més ideològic que humà ..» | » |

La revista Gente dijo:
| « | «Convinguem, és un tango en imatges, però Quin tango! Bàrbar!» | » |

Literaturnaia Gazeta de Moscou va opinar:
| « | ”És molt elogiable l'estil lacònic de la narració cinematogràfica…No recorre mai a situacions tràgiques agdas ni viratges efectistes. La pel·lícula emociona i sacseja a l'espectador.” | » |

Per part seva, Manrupe i Portela escriuen: 
| « | «Kohon va fer un relat intimista de la joventut marginada i les seves diferents maneres d'acostar-se al sexe. Un petit clàssic que va significar un llançament de Picchio.» | » |

Va morir a Buenos Aires, el 30 d'octubre de 2004.

## Filmografia
Director
- El agujero en la pared (1982)
- ¿Qué es el otoño? (1976)
- Con alma y vida (1970)
- Breve cielo (1969)
- Así o de otra manera (1964)
- Tres veces Ana (1961)
- Prisioneros de una noche (1960)
- Buenos Aires (curt - 1958)
- La flecha y el compás (corto - 1950)

Guionista
- El agujero en la pared (1982)
- ¿Qué es el otoño? (1976)
- Con alma y vida (1970)
- Breve cielo (1969)
- Así o de otra manera o Confesión (1964)
- Tres veces Ana (1961)
- Buenos Aires (curt - 1958)

Idea original
- La Madre María (1974)

Ayudante de dirección
- Patrulla Norte (1950)

2n ajudant de direcció
- La encrucijada (1952)